# 昭和天皇战后巡幸都道府县列表

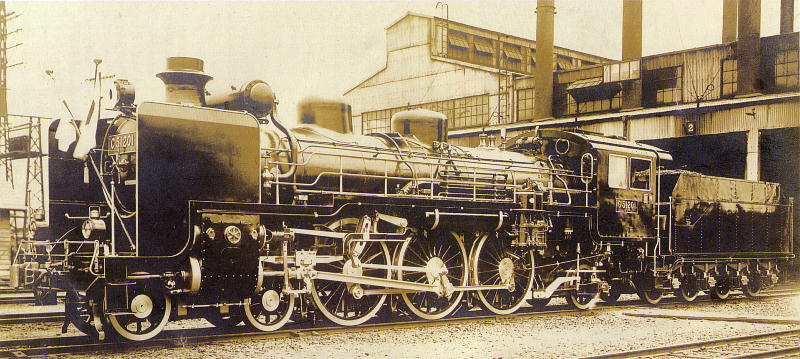
お召し仕様のC51 201（1940年摄影）

昭和天皇战后巡幸都道府县列表包括日本战后的战后混乱期和战后复兴期（也就是1946年（昭和21年）至1954年（昭和29年）年间），日本昭和天皇外出巡幸经过的都道府县以及时间（年月日）的一览表。昭和天皇外出巡幸时，通常乘坐日本皇室列車。

## 列表
| 1946年（昭和21年） |                    |
| ------------------ | ------------------ |
| 神奈川县           | 2月19日 - 20日     |
| 東京都             | 2月28日 - 3月1日   |
| 群馬县             | 3月25日            |
| 埼玉县             | 3月28日            |
| 千葉县             | 6月6日 - 7日       |
| 静岡县             | 6月17日 - 18日     |
| 愛知县             | 10月21日 - 23日    |
| 岐阜县             | 10月24日 - 26日    |
| 茨城县             | 11月18日 - 19日    |
| 1947年（昭和22年） |                    |
| 大阪府             | 6月5日 - 7日       |
| 和歌山县           | 6月7日 - 9日       |
| 兵庫县             | 6月11日 - 13日     |
| 京都府・大阪府     | 6月14日            |
| 福島县             | 8月5日             |
| 宮城县             | 8月6日 - 7日       |
| 岩手县             | 8月7日 - 10日      |
| 青森县             | 8月10日 - 11日     |
| 秋田县             | 8月12日 - 14日     |
| 山形县             | 8月15日 - 17日     |
| 福島县             | 8月17日 - 19日     |
| 栃木县             | 9月4日 - 8日       |
| 長野县             | 10月7日            |
| 新潟县             | 10月8日 - 12日     |
| 長野县             | 10月12日 - 14日    |
| 山梨县             | 10月14日 - 15日    |
| 福井县             | 10月23日 - 27日    |
| 石川县             | 10月28日 - 30日    |
| 富山县             | 10月30日 - 11月1日 |
| 鳥取县・島根县     | 11月27日 - 12月1日 |
| 山口县             | 12月1日 - 5日      |
| 广島县             | 12月5日 - 8日      |
| 岡山县             | 12月9日 - 11日     |
| 1949年（昭和24年） |                    |
| 福岡县             | 5月19日 - 21日     |
| 佐賀县             | 5月22日 - 23日     |
| 長崎县             | 5月24日 - 27日     |
| 熊本县             | 5月29日 - 6月1日   |
| 鹿児島县           | 6月1日 - 4日       |
| 宮崎县             | 6月4日 - 7日       |
| 大分县             | 6月8日 - 10日      |
| 1950年（昭和25年） |                    |
| 香川县             | 3月13日 - 17日     |
| 愛媛县             | 3月17日 - 20日     |
| 高知县             | 3月21日 - 24日     |
| 徳島县             | 3月25日 - 30日     |
| 兵庫县             | 3月31日            |
| 1951年（昭和26年） |                    |
| 京都府             | 11月12日 - 14日    |
| 滋賀县             | 11月15日 - 17日    |
| 奈良县             | 11月18日 - 19日    |
| 三重县             | 11月20日 - 25日    |
| 1954年（昭和29年） |                    |
| 北海道             | 8月8日 - 23日      |

- 1948年（昭和23年）因为东京审判判決预备时期，天皇巡幸取消。
- 北海道的津轻海峡因为有水雷残留的可能性、皇室出于回避危险的考虑推迟至1954年（昭和29年）。